# Château Broustet

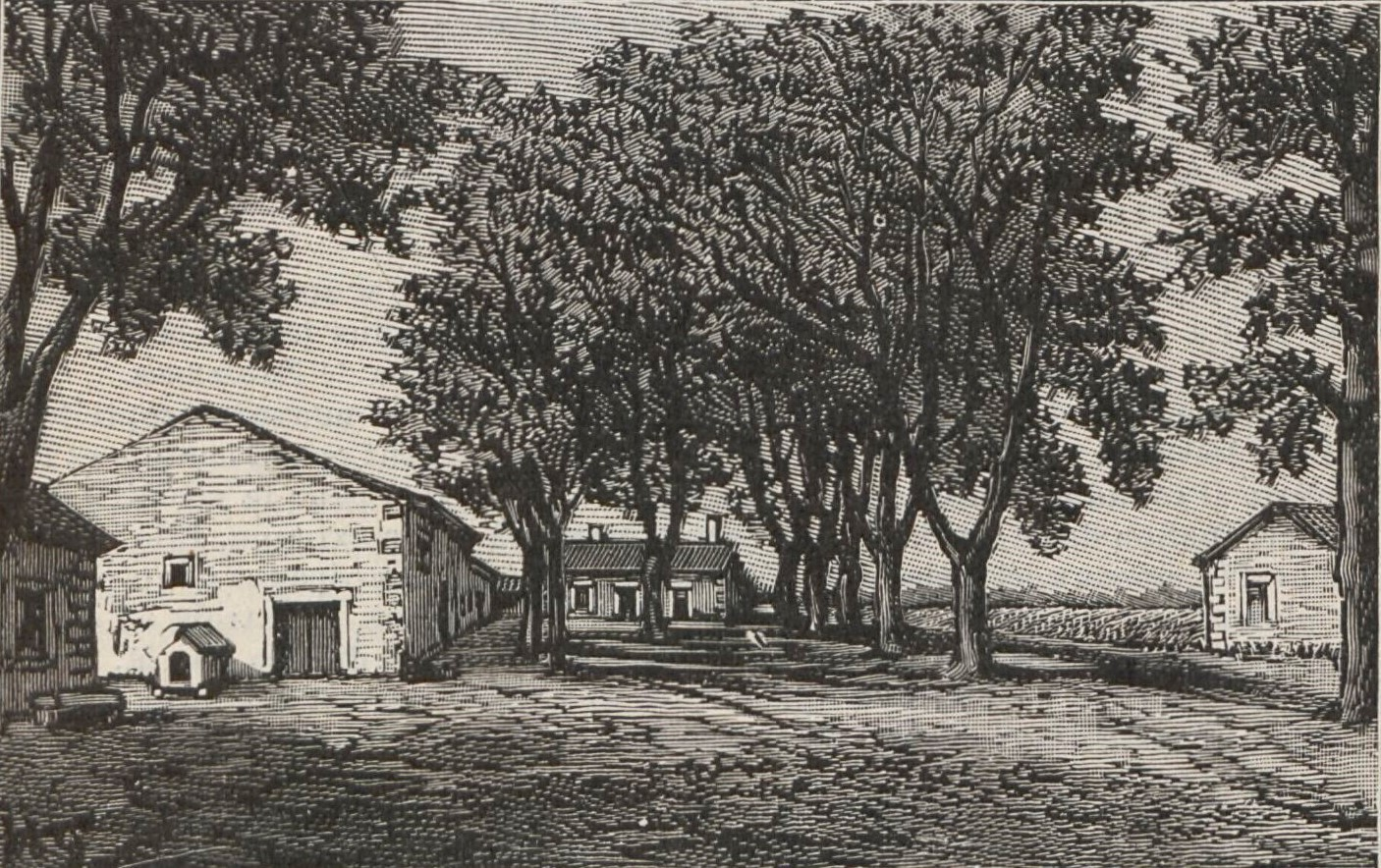
Illustration du Château Broustet en 1908.

Le château Broustet est un domaine viticole situé à Barsac en Gironde. En AOC Barsac, il est classé deuxième grand cru dans la classification officielle des vins de Bordeaux de 1855.